# Ufa (řeka)
Ufa (rusky Уфа, baškirsky Ҡараиҙел) je řeka na Urale a v Předuralí v Baškirské republice a v Čeljabinské a ve Sverdlovské oblasti v Rusku. Je dlouhá 918 km. Povodí řeky má rozlohu 53 100 km².

## Průběh toku
Odtéká z jezera Ufimskoje v horském hřbetu Uraltau. Na horním toku má charakter horské řeky a teče v úzké dolině. V korytě se vyskytují říční prahy. Na středním a dolním toku je řeka členitá. V povodí řeky se vyskytují krasové jevy. Ústí zleva do Belaji (povodí Kamy) na 487 říčním kilometru.

## Vodní režim
Zdrojem vody jsou převážně sněhové srážky. Průměrný roční průtok vody činí přibližně 388 m³/s, největší 3740 m³/s a nejmenší 55 m³/s. Zamrzá na konci října až na začátku prosince, rozmrzá pak v dubnu až na začátku května.

## Využití
Je splavná pro vodáky. Na řece byla vybudována Pavlovská vodní elektrárna, za jejíž hrází vznikla Pavlovská přehrada. Využívá se v široké míře k zásobování vodou. Vodní doprava je možná 135 km nad vodní elektrárnou a 170 km pod ní. Na řece leží město Krasnoufimsk a v ústí hlavní město Baškortostánu Ufa.
Od roku 2017 probíhají bagrovací práce pro prohloubení dna řeky, aby se podpořil rozvoj říční dopravy na Ufě. Podél řeky se plánuje výstavba kotvišť a mol pro nastupování a vystupování cestujících. Na řece ve městě Ufa se plánuje spuštění říčních rekreačních tramvají na elektřinu po vzoru moskevské říční dopravy.